# Государственный секретарь Святого Престола
Государственный секретарь Святого Престола или Государственный секретарь Ватикана — высшее административное должностное лицо при Святом Престоле. 
Данный пост подлежит замещению только кардиналом. Не-кардинал может быть только про-государственным секретарём — исполняющим обязанности. С 15 октября 2013 года должность замещает кардинал Пьетро Паролин, сменивший кардинала Тарчизио Бертоне, бывшего государственным секретарём с 15 сентября 2006 года.

## Функции государственного секретаря Святого Престола
Кардинал-государственный секретарь осуществляет контроль над Государственным секретариатом Святого Престола, который является самым старым и наиболее важным учреждением Римской курии. Как один из старших постов в Римско-католической церкви, требуется, чтобы Государственный секретарь был кардиналом. Если пост свободен, не кардинал может служить как Про-государственный секретарь, осуществляя полномочия Государственного секретаря Ватикана, пока подходящая замена не будет найдена, или Про-секретарь будет сделан кардиналом на последующей консистории.
Государственный секретарь отвечает за политические и дипломатические действия Святого Престола, возглавляет всю папскую администрацию и таким образом может рассматриваться как премьер-министр Ватикана.
Срок службы Государственного секретаря заканчивается, когда начинается Sede Vacante. В течение этого периода, бывший государственный секретарь действует как член кардинальской комиссии с кардиналом-камерленго и бывшим председателем Папской Комиссии по делам государства-града Ватикана, которая осуществляет некоторые из функций главы государства Ватикана, пока не избран новый папа римский. Как только новый Папа выбран, роль бывшего Государственного секретаря в комиссии истекает, хотя он может быть (и обычно бывает) вновь назначен Государственным секретарём.

## История
История должности восходит к посту secretarius intimus, созданному Папой Львом X в начале XVI века, чтобы обращаться с корреспонденциями к дипломатическим миссиям Святого Престола, которые только начинали становиться постоянными постами вместо миссий, посылаемыми в особых случаях. На этой стадии секретарь был довольно незначительным функционером, администрация Ватикана находилась во главе с кардиналом-непотом (кардиналом-племянником), доверенным лицом папы, обычно принимаемым из его семьи.
Неблагоразумие папы Юлия III в поручении поста кардиналу-племяннику Инноченцо Чокки дель Монте, незаконнорождённому юноше, фактически неграмотному уличному пострелу, кого его брат принял несколькими годами ранее, вело к модернизации работы секретаря, поскольку должностное лицо было должно заниматься обязанностями, кардинал-непот был непригоден к этому. Ко временам Папы Иннокентия X пост государственного секретаря стал самостоятельным со своим кардиналом, и папа римский Иннокентий XII упразднил пост кардинала-племянника в 1692 году. С этого времени и впредь пост государственного секретаря Ватикана стал наиболее важным из должностных лиц Святого Престола.
В 1968 году Папа Павел VI апостольской конституцией Regimini Ecclesiae Universae далее увеличил полномочия государственного секретаря, помещая его перед всеми другими департаментами Римской курии. В 1973 году Павел VI далее расширил функции государственного секретаря, упразднив древний пост Канцлера Святой Римской Церкви и сливая его функции с функциями государственного секретаря.

## Период Вакансии
Папа Пий XII, будучи государственным секретарём при Папе Пие XI, не назначил никого на пост государственного секретаря после смерти кардинала Мальоне в 1944 году. Под его прямым наблюдением обязанности государственного секретаря были разделены между двумя апостольскими протонотариями, Доменико Тардини и Джованни Баттиста Монтини, которые в 1952 году оба были названы про-государственными секретарями, по чрезвычайным и обычным делам, соответственно. В 1954 году Монтини (будущий Папа Павел VI) оставил Римскую курию, чтобы стать архиепископом Милана, но только при папе римском Иоанне XXIII Тардини был назван кардиналом и назначен государственным секретарём Ватикана.

## Прочее
Из всех государственных секретарей Святого Престола и Ватикана только троим удалось стать папой римским — это Фабио Киджи, будущий Александр VII, Джулио Роспильози, будущий Климент IX и Эудженио Пачелли, будущий Пий XII.

## Список государственных секретарей Ватикана

### Государственные секретари между 1551 и 1644 годами
1. Джироламо Дандини (1551—1555);
2. Карло Борромео (1560—1565);
3. Толомео Галлио (1565—1566);
4. Джироламо Рустикучи (1566—1572);
5. Толомео Галльо (1572—1585), (2 раз);
6. Дечио Аццолини старший (1585—1587);
7. Алессандро Перетти ди Монтальто (кардинал-племянник) (1587—1590);
8. Паоло Эмилио Сфондрати (кардинал-племянник) (1591);
9. Джованни Антонио Факкинетти де Нуче (кардинал-племянник) (1591);
10. Пьербенедетти Перетти (1592—1593);
11. Пьетро Альдобрандини (кардинал-племянник) и Чинцио Пассери Альдобрандини (кардинал-племянник) (1593—1605);
12. Роберто Убальдини (1605);
13. Эрминио Валенти (1605);
14. Ланфранко Марготти (1605—1611);
15. Порифрио Феличани (1611—1621);
16. Людовико Людовизи (1621—1623);
17. Лоренцо Магалотти (1623—1628);
18. Лоренцо Аццолини (1628—1632);
19. Пьетро Бенесса (1632—1634);
20. Франческо Адриано Чева (1634—1643);
21. Джованни Баттиста Спада (1643—1644).

### Кардиналы-государственные секретари Святого Престола с 1644 года
1. Джованни Джакомо Панчироли (1644—1651);
2. Дечио Аццолино, про-государственный секретарь (25 июня — 9 декабря 1651);
3. Фабио Киджи (3 декабря 1652 — 7 января 1655)[1];
4. Джулио Роспильози (7 апреля 1655 — 22 мая 1667)[2];
5. Дечио Аццолино (25 июня 1667 — 9 декабря 1669);
6. Федерико Борромео (май 1670 — 18 февраля 1673);
7. Франческо Нерли (август 1673 — 22 июля 1676);
8. Альдерано Чибо (23 сентября 1676 — 12 августа 1689);
9. Джамбаттиста Рубини (октябрь 1689 — 1 февраля 1691);
10. Фабрицио Спада (14 июля 1691 — 27 сентября 1700);
11. Фабрицио Паолуччи (3 декабря 1700 — 19 марта 1721), (1 раз);
12. Джорджо Спинола (10 мая 1721 — 7 марта 1724);
13. Фабрицио Паолуччи (6 июня 1724 — 12 июня 1726), (2 раз);
14. Никколо Мария Леркари (14 июня 1726 — 21 февраля 1730);
15. Антонио Банкьери (15 июля 1730 — 16 сентября 1733);
16. Джузеппе Фиррао (4 октября 1733 — 6 февраля 1740);
17. Сильвио Валенти Гонзага (20 августа 1740 — 28 августа 1756);
18. Альберико Аркинто (10 сентября 1756 — 30 сентября 1758);
19. Луиджи Мария Торреджани (8 октября 1758 — 2 февраля 1769);
20. Ладзаро Опицио Паллавичино (19 мая 1769 — 23 февраля 1785);
21. Иньяцио Гаэтано Бонкомпаньи-Людовизи (29 июня 1785 — 30 сентября 1789);
22. Франческо Саверио де Дзелада (14 октября 1789 — 10 февраля 1796);
23. Иньяцио Буска (9 августа 1796 — 15 марта 1797);
24. Джузеппе Мария Дориа Памфили (16 марта 1797 — 29 августа 1799);
25. Эрколе Консальви, про-государственный секретарь (15 марта 1800 — 11 августа 1800); государственный секретарь (11 августа 1800 — 17 июня 1806);
26. Филиппо Казони (17 июня 1806 — 2 февраля 1808);
27. Джузеппе Мария Дориа Памфили, про-государственный секретарь (2 февраля 1808 — 23 марта 1808);
28. Джулио Габриэлли младший (26 марта 1808 — 16 июня 1808);
29. Бартоломео Пакка, про-государственный секретарь (18 июня 1808 — 17 мая 1814);
30. Эрколе Консальви (17 мая 1814 — 20 августа 1823);
31. Джулио Мария делла Сомалья (28 сентября 1823 — 17 января 1828);
32. Томмазо Бернетти, (1828—1829), (1 раз);
33. Джузеппе Альбани (31 марта 1829 — 30 ноября 1830);
34. Томмазо Бернетти, про-государственный секретарь(1831); государственный секретарь (1831—1836), (2 раз);
35. Луиджи Ламбрускини (1836—1846);
36. Томмазо Паскуале Джицци (1846—1847);
37. Габриэле Ферретти (1847);
38. Джузеппе Бофонди (1848);
39. Джакомо Антонелли (1848), (1 раз);
40. Антонио Франческо Ориоли ad interim (1848);
41. Джованни Солья (1848);
42. Джакомо Антонелли (1848—1876), (2 раз);
43. Джованни Симеони (1876—1878);
44. Алессандро Франки (1878);
45. Лоренцо Нина (1878—1880);
46. Лодовико Якобини (1880—1887);
47. Мариано Рамполла дель Тиндаро (1887—1903);
48. Рафаэль Мерри дель Валь-и-Сулуэта (1903—1914);
49. Доменико Феррата (сентябрь-октябрь 1914);
50. Пьетро Гаспарри (1914—1930);
51. Эудженио Пачелли (9 февраля 1930 — 19 февраля 1939)[3];
52. Луиджи Мальоне (10 марта 1939 — 22 августа 1944);
53. Доменико Тардини (14 ноября 1958 — 30 июля 1961)[4];
54. Амлето Джованни Чиконьяни (12 августа 1961 — 30 апреля 1969);
55. Жан-Мари Вийо (2 мая 1969 — 9 марта 1979);
56. Агостино Казароли (1 июля 1979 — 1 декабря 1990)[5];
57. Анджело Содано (29 июня 1991 — 15 сентября 2006)[6];
58. Тарчизио Бертоне (15 сентября 2006 — 15 октября 2013);
59. Пьетро Паролин (15 октября 2013 — по настоящее время).